# 火焰兰属
火焰兰属（学名：Renanthera），又名腎藥蘭屬，是兰科下的一个属，为附生兰或陆生兰。该属共有13种，分布于东南亚。